# Humboldt-Totenkopfaffe
Der Humboldt-Totenkopfaffe (Saimiri cassiquiarensis) ist eine Primatenart aus der Familie der Kapuzinerartigen, die im westlichen Amazonasbecken vorkommt. Sie wird in zwei Unterarten unterteilt. 

## Unterarten und Verbreitung

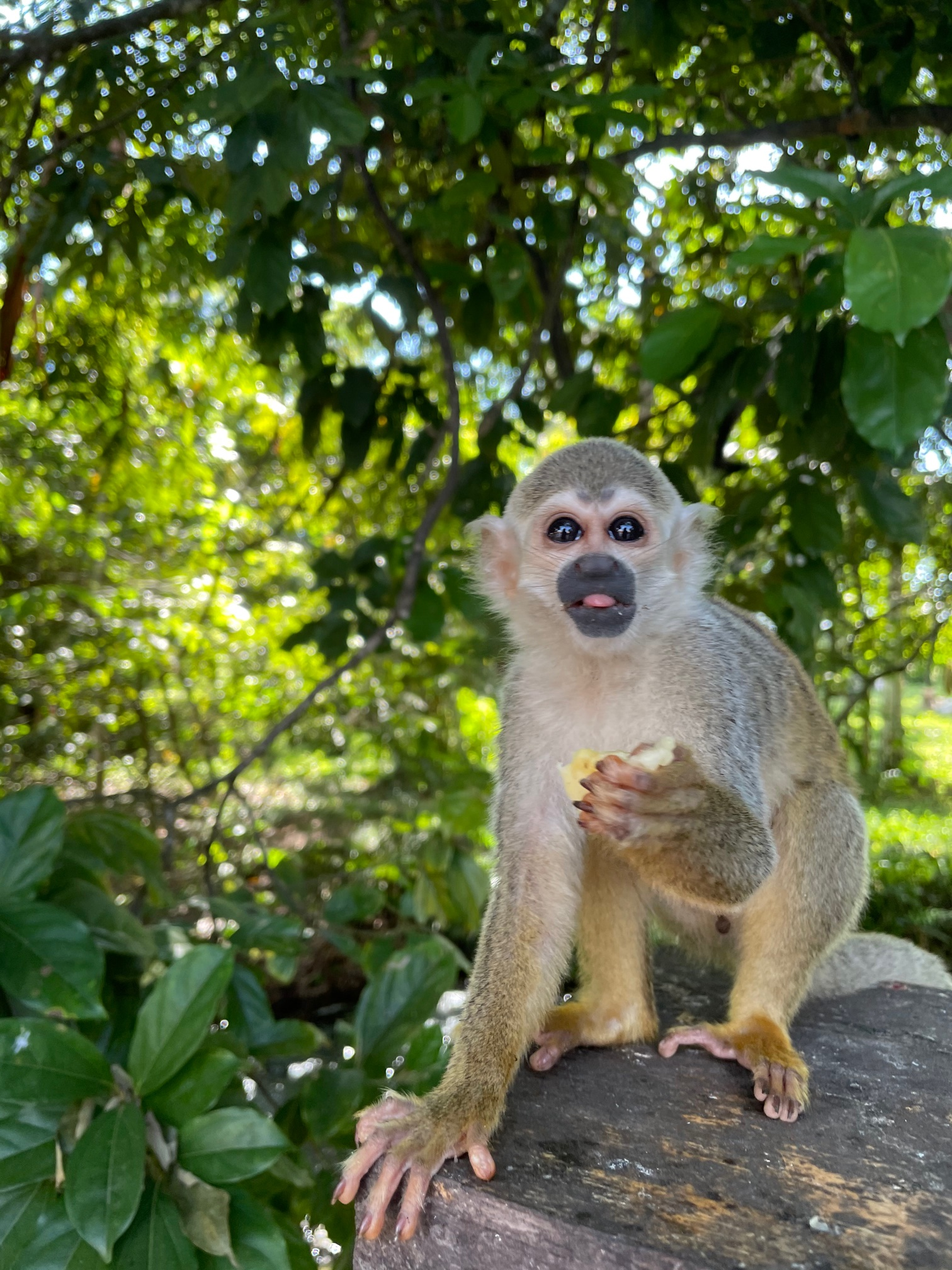
Pusch-Totenkopfaffe (Saimiri cassiquiarensis albigena)

Saimiri cassiquiarensis cassiquiarensis, die Nominatform, kommt im kolumbianischen Amazonasgebiet südlich des Río Guaviare, in Venezuela am Oberlauf des Orinoko (der Südwesten des Bundesstaates Amazonas) und in Brasilien nördlich des Solimões (Oberlauf des Amazonas) und des Rio Japurá vor. Der Pusch-Totenkopfaffe (Saimiri cassiquiarensis albigena) kommt in einem schmalen Streifen zwischen dem östlichen Abhang der nordöstlichen Anden (Cordillera Oriental) und den kolumbianischen Llanos zwischen den Provinzen Arauca und Boyacá im Norden und dem oberen Río Guaviare und dem Quellgebiet des Río Magdalena in der Provinz Huila im Süden vor. Für diese Unterart wurde 2009 der Artstatus vorgeschlagen.

## Merkmale

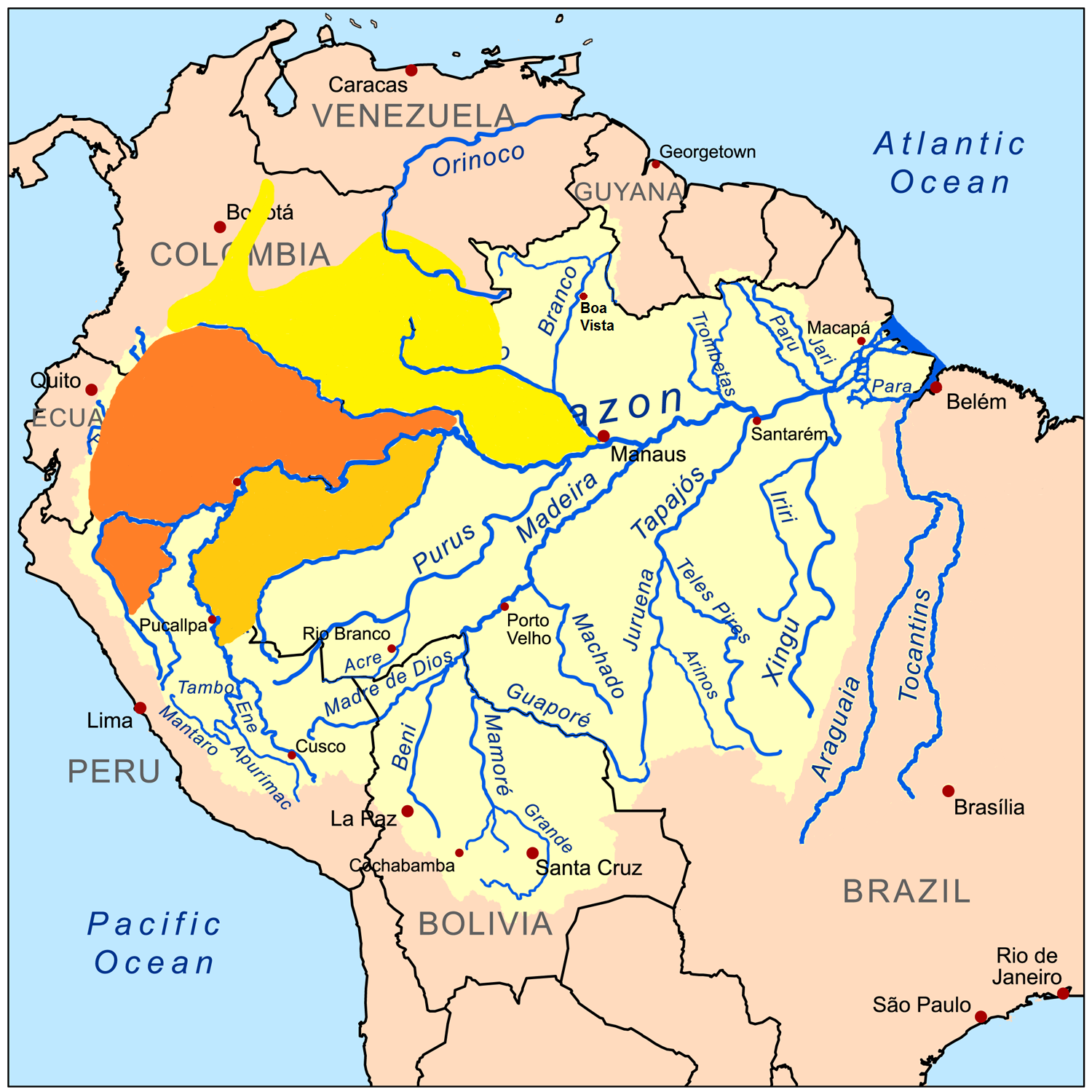
Verbreitungsgebiet des Humboldt-Totenkopfaffen
Verbreitungsgebiet des Ecuador-Totenkopfaffen
Die Totenkopfaffen in diesem Gebiet werden gegenwärtig dem Ecuador-Totenkopfaffen zugeordnet, stehen genetisch jedoch dem Humboldt-Totenkopfaffen näher.

Der Humboldt-Totenkopfaffe erreicht ein Gewicht von 550 bis 1200 g (Weibchen) bzw. 650 bis 1380 g (Männchen), hat eine Kopf-Rumpf-Länge von 28 bis 34 cm (Weibchen) bzw. 35 bis 37 cm (Männchen) und einen 34 bis 45 cm langen Schwanz. Alle Unterarten ähneln in ihrer Färbung sehr stark dem Guyana-Totenkopfaffen (Saimiri sciureus). Bei der Nominatform des Humboldt-Totenkopfaffen ist die Basis der Haupthaare lediglich etwas mehr gelbbraun als beim Gewöhnlichen Totenkopfaffen und der Rücken ist mehr rötlich, beim Pusch-Totenkopfaffen eher orange. Weibchen des Humboldt-Totenkopfaffen besitzen zwei schwarze Streifen über dem Ohr, die sich nach hinten bis in den Nacken und nach vorn bis über die Augen ziehen. Die Arme des Humboldt-Totenkopfaffen sind eher orange, eher grau beim Gewöhnlichen Totenkopfaffen und aguti-grau beim Pusch-Totenkopfaffen. Weibliche Pusch-Totenkopfaffen haben einen dünnen, dunklen Backenbart, die weiße Gesichtsmaske reicht bis zu den Ohren. 

## Lebensweise und Ernährung
Der Humboldt-Totenkopfaffe lebt im immergrünen tropischen Regenwald, in Bergnebelwäldern, in Sümpfen, die mit Mauritia-Palmen bestanden sind, und in Galeriewäldern der Llanos. Die Affen leben in größeren Gruppen von 18 bis 35 Individuen und ernähren sich vor allem von Früchten und Insekten.

## Systematik
Der Humboldt-Totenkopfaffe wurde 1840 durch den französischen Naturforscher René Primevère Lesson als Unterart des Gewöhnlichen Totenkopfaffen beschrieben, der Pusch-Totenkopfaffe 1942 durch Pusch. Genetische Untersuchungen haben ergeben das die Nominatform sehr nah mit einer zwischen Solimões und Rio Juruá vorkommenden Population des Ecuador-Totenkopfaffen (S. macrodon) verwandt ist, wodurch S. macrodon polyphyletisch wird. Diese könnte bei einer zukünftigen Revision dem Humboldt-Totenkopfaffen als weitere Unterart zugeordnet werden.

## Gefährdung
Die Nominatform wird von der IUCN als ungefährdet (Least Concern) gelistet. Der Pusch-Totenkopfaffe wird als potenziell gefährdet (Near Threatened) angesehen.